# Церква Казанської ікони Богородиці (Піща)
Церква Казанської ікони Пресвятої Богородиці — православний храм (ПЦУ) у селі Піща Ковельського району Волинської області, збудований у 1801 р.
Пам'ятка архітектури і містобудування національного значення, Рішення Ради Міністрів УРСР № 442 від 06 вересня 1979 р., охоронний № 1042.
Церква Казанської ікони Богородиці є прикладом трансформації тридільного храму за взірцями російського синодального стилю шляхом прибудови до бабинця нового об'єму дзвіниці, а до нефу — двох бічних зрубів (так званих «розпалубок») та чотирьох рівновеликих службових приміщень. Внаслідок цього відбулося зміщення акценту з центрального зрубу на дзвіницю, що цілком змінило композиційну автентичність старого храму.

## З історії церкви
Церква в с. Піща вперше згадується у 1510-1531 рр. як покинута. Можливо, це було пов'язане з частими набігами татар, які руйнували храми і забирали в неволю населення. У 1619-1620 рр. храм вже був уніатським, а у 1796 р. переведений з унії у православ'я.
Клірова відомість за 1796 р. повідомляє, що церква святого Симеона Стовпника дерев'яна, нова, до священослужіння придатна. Також у кліровій відомості розповідається, що в селі налічується 70 дворів, жителів 479, священник Іосиф Олександрович Івашкевич — 36 літ, грамоту знає (висвячений у 1787 р.), матушка Феодосія Семенівна Івашкевич — 28 літ, син Онуфрій — 6 літ, дочка Марія — 4 літ. До церкви належало землі орної на дві зміни на 20 днів сінокоса на 33 косаря.
Нова церква св. Симеона Стовпника в с. Піща побудована у 1801 р. на кошти парафіян.
У 1802 р. на кладовищі села була побудували цвинтарну каплицю, котра є унікальним зразком архаїчного однокамерного храму хатнього типу, характерного для волинської школи народної архітектури окресленого періоду.
У 1878 р. церква отримала ім'я Казанської ікони Богородиці.
У післявоєнний період храм постійно функціонував.
У 1901 р. прибудовані ризниця та бабинець, проведені внутрішні та зовнішні ремонти. На стінах церкви і дзвіниці є записи про ремонти: 1866, 1899, 1901, 1926, 1960-61, 1970 рр.

На дзвіниці є 5 дзвонів: 18 пудів, 7, 5, 3, і 1 1/2 пуда. На найбільшому дзвоні — дарчий напис місцевого поміщика Міхала Ґутовскі: 
|                                                                                                 | \| TEGO DZWONA FUNDATOREM MIHAL GUTOWSKI / W PISZCZU 1854 ROCU D 17 M: WRZESNIA / LALIL OSTROWSKI, \| |
| TEGO DZWONA FUNDATOREM MIHAL GUTOWSKI / W PISZCZU 1854 ROCU D 17 M: WRZESNIA / LALIL OSTROWSKI, | |

 на другому — напис «A*E* SOLI GLORIA ANNO», на третьому — «TEO DOMINI SPERO».
У 2001 р. проводилось святкування 200-річчя храму Казанської ікони Божої Матері, а 21 липня 2006 р., відбувся приїзд владики Симеона.
Недільна школа проводиться в сторожці біля храму.
Організовувались паломницькі поїздки до Почаєва, Зимно і на престольні свята інших парафій.
За час служіння прот. Іоана Давидюка в храмі проводились ремонтні роботи, розпис храму, церква також була пофарбована знадвору, зроблена огорожа храму.

## Архітектура
Композиція церкви відходить від народних традицій дерев'яного зодчества Правобережної України. Пам'ятка наближається за типом до слобожанських дерев'яних храмів, а також відображає тенденції московської архітектури межі XIX-XX ст. У 1878 р. капітально відремонтована, підведений фундамент, прибудована триярусна дзвіниця. У 1912 р. початково тридільна церква розширена боковими зрубами. Дерев'яна, п'ятизрубна. Хрестовий план утворений шестигранним центральним зрубом, до якого по осі захід-схід прилягають п'ятигранна апсида і маленький невиражений трапецієподібний в плані бабинець. По осі північ-південь прилягають бічні зруби, що розширюють центр, перекриті тригранною дощатою стелею. Невеликі рівновеликі службові приміщення симетрично врівноважені в загальній композиції. Двосхилі дахи увінчані по гребеню нетрадиційними стилізованими главками. До бабинця примикає триярусна дзвіниця — восьмерик на двох четвериках, накрита шатром. Зруби на кам'яному фундаменті, обшиті вертикально та горизонтально. Збереглося декоративне оздоблення інтер'єру XVIII—XIX ст., а саме: чотириярусний іконостас кінця XIX — поч. ХХ ст. та різні кіоти —– кінця XVIII і поч. XIX ст.
Нині в нефі підшита стеля, тоді як у первинному варіанті він перекривався зімкнутим восьмигранним склепінням з виходом на ліхтар, прихованим під високою двосхилою покрівлею. Бокові прибудови перекриті тригранним склепінням, яке нагадує коробове. У вівтарному зрубі і в бабинці плоска стеля. Стіни церкви прикрашені сволоками. Перехід до восьмигранної форми в північно-західному і південно-західному прямокутних кутах нефа здійснений врубкою клинців з плоским дном, — така структура не була характерною для дерев'яного народного будівництва XVI—XVIII ст., і з'явилась очевидно вже лише в XIX ст. балкон—хори утворюють другий ярус бабинця, котрий виходить в неф трицентровою аркою—вирізом.
Церква є прикладом трансформації тридільного храму за взірцями російського синодального стилю шляхом прибудови до бабинця нового об'єму дзвіниці, а до нави — двох бічних зрубів (так званих «розпалубок») та чотирьох рівновеликих службових приміщень. Внаслідок цього відбулося зміщення акценту з центрального зрубу на дзвіницю, що цілком змінило композиційну автентичність старого храму.

## Настоятелі
Під 1801 р. також згадуються священики, які служили у той час, — це отець Голенда і отець Шумський. Роки їх служіння невідомі тому, що деякі архівні документи згоріли при пожежі в 50-х роках XX століття.
Церква навіть під час революції не закривався, і починаючи з 1918 р. і до 1943 р. в ньому служив священник Михаїл Максимович. Сім'я його складалася з п'яти осіб: батюшка, матушка Антоніна, дві дочки і син Віталій (на сьогоднішній день син о. Михаїла Максимовича, о. Віталій Максимович, служить у Польщі, в м. Краків у православному храмі). Під час війни о. Михаїла з матушкою забрали 5 невідомих людей і вбили, місце поховання невідоме.
Після смерті о. Михаїла в храмі служив о. Іоан Гацкевич (1944—1965 рр.). Під час його служіння в 1954 р. по необережності старости, який повісив рушник на трубі від пічки, що отоплювала храм, сталось загорання, це було зимою, і першим хто гасив пожежу, був о. Іоан, від огню отримав опіки і після цього довго лікувався. Під час пожежі обгоріла велика частина середини храму і згоріли архівні документи. У 1965 р. о. Іоан Гацкевич виїхав в Кам'янку Пензенської області. Помер о. Іоанн у віці 97 років.
З 1965 р. по 1980 р. в церкві с. Піща служив о. Іоанн Лисенко.
З 1980 р. по 1985 р. служив о. Анатолій Собуцький, на сьогоднішній день він благочинний Локачинського округу.
З 1985 по 1989 р. в храмі служив прот. Володимир Хіночик.
А з 1989 р. і по теперішній час служить прот. Іоанн Давидюк.

### Перелік парохів
Список священників, які служили в Свято-Казанському храмі
- 1796 р. — о. Йосиф Олександрович Івашкевич;
- 1801 р. — о. Голенда і Шумський;
- 1879—1884 рр. — свящ. Іоан Голоскевич;
- 1884—1886 рр. — свящ. Полієвкт Центелович;
- 1886—1900 рр. — свящ. Костянтин Шумський;
- 1918—1943 рр. — свящ. Михаїл Максимович;
- 1950—1965 рр. — свящ. Іоан Гацкевич;
- 1965—1980 рр. — свящ. Іоан Лисенко;
- 1980—1985 рр. — свящ. Анатолій Собуцький;
- 1985—1989 рр. — свящ. Володимир Хіночик;
- з 1989 рр. по т. ч. — прот. Іоан Давидюк[2].

## Світлини

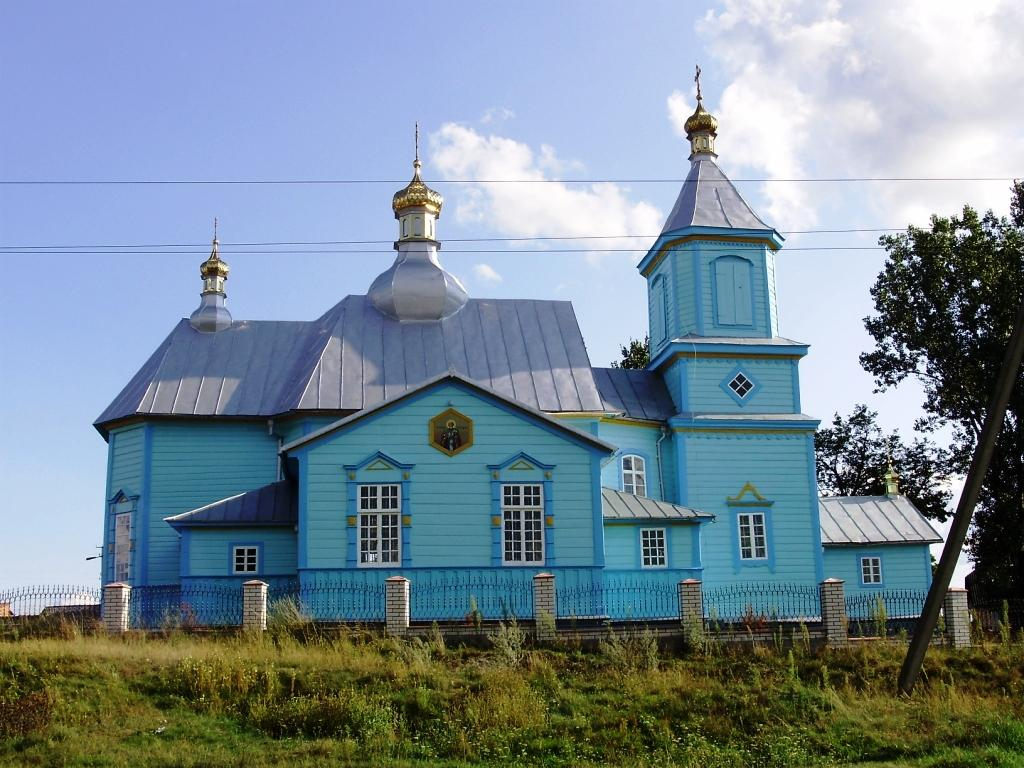
Північний фасад церкви
Західний фасад — дзвіниця храму
Вхідна брама-альтанка
Вигляд від порогу церкви на Велике Піщанське озеро
Інтер'эр храму. Кіот правого (південного) приділу (розпалубки)
Іконостас церкви кінця XIX – поч. ХХ ст.ст.
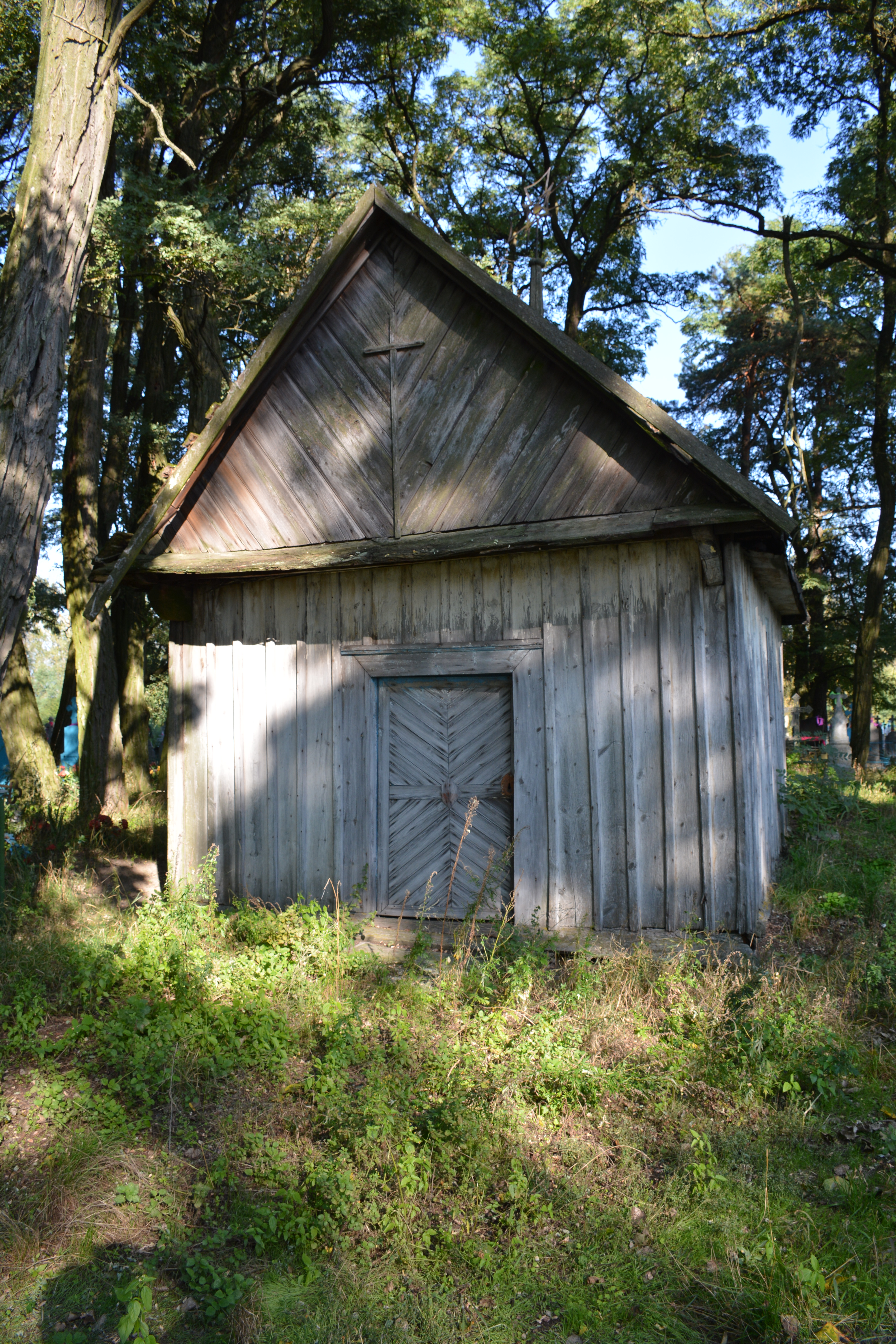
Цвинтарна каплиця 1802 р. в селі Піща — приписна до церкви Казанської ікони Богородиці 1801 р.